# Iwan Cerf
Pour les articles homonymes, voir Cerf (homonymie).
Iwan Cerf, né à Verviers le 4 février 1883 et mort à Paris 18e le 22 mai 1963, est un peintre, graveur et dessinateur belge.

## Biographie
Il se forme d'abord à l'Académie royale des beaux-arts de Liège, où il est l'élève d'Adrien de Witte et d'Évariste Carpentier, puis il continue son apprentissage à Paris, où il s'installe dès 1901 et où il est étudiant à l'Académie Julian de Jules Lefebvre et Tony Robert-Fleury,,,. Il participe également au salon de la Nationale et au Salon d'automne qui se tient aux Tuileries. Il se fixe définitivement à Paris en 1914,, et il est volontaire de guerre dans la section artistique en 1917.
Il séjourne habituellement dans le Midi de la France, d'où il ramène de nombreux paysages,,,. Il expose au Salon des artistes français de 1929 un portrait et un paysage représentant le village de Tourette. De 1935 à 1955, il se centre sur la gravure, délaissant la peinture,,,.
Iwan Cerf, franc-maçon initié en 1911, est le fondateur de la Loge Papus. Appelé à plusieurs reprises à siéger au Conseil Fédéral, il fut élu Grand Orateur en 1945. Il décède dans le 18e arrondissement de Paris le 22 mai 1963.

## Œuvre

### Style et techniques artistiques
Il utilise différents médiums artistiques, comme la peinture, la gravure, l'illustration et le dessin,, et réalise principalement des paysages, des portraits, des figures et des natures mortes,,,,,.
Selon Micheline Josse, son art « sobre et cérébral » allie, dans des compositions équilibrées, « poésie et esprit géométrique », et Jules Bosmant, pour sa part, constate que l'artiste « est venu lui aussi, après pas mal de manières et de tentatives diverses, à un art sobre, concentré et très synthétique, dont la caractéristique est la prédominance de l'Intelligence sur la Sensibilité ». Paul Piron observe que « ses œuvres exhalent poésie et témoignent néanmoins d'une certaine géométrie, ce qui leur procure sobriété et cérébralité ». Enfin, Jacques Goijen ajoute que « ses tonalités sont discrètes, le dessin précis et la construction rigoureuse ».

### Catalogue et musées
Des œuvres d'Iwan Cerf sont présentes dans les collections du musée de l'Art wallon (La Boverie),,, de la province de Liège, du musée de la Vie wallonne et du musée des Beaux-Arts et de Céramique de Verviers.

## Expositions
Il expose au Cercle royal des Beaux-Arts de Liège entre 1905 et 1919,,.
- 1905 : Salon des artistes français, Paris[1],[2].
- 1914 : Salon des peintres liégeois, juin, Palais des Beaux-Arts, Liège[14].
- 1926 : Salon de mai, Palais des Beaux-Arts du Parc de la Boverie, du 15 mai au 15 juin, Liège[15],[16].
- 1927 : Exposition Iwan Cerf, octobre, Galerie Eugène Druet, Paris[17].
- 1929 : Salon des artistes français, Paris.
- 1931 : Ivan Cerf - Peintures, gouaches et dessins dont des paysages, des portraits et des nus, avril, Galerie Eugène Druet, Paris[18] ; Aspects de Paris, juin-juillet, Galerie Eugène Druet, Paris[19] ; Salon quadriennal de Belgique, du 19 septembre au 19 octobre, Palais des Beaux-Arts, Liège[16].
- 1933 : Le Visage de Liège, du 23 septembre au 23 octobre, Palais des Beaux-Arts, Liège[16].
- 1936 : Salon quadriennal de Belgique, du 16 mai au 15 juin, Palais des Beaux-Arts, Liège[16].
- 1947 : Iwan Cerf : natures mortes, du 8 au 31 décembre, Galerie des beaux-arts, Paris[20].
- 1964 : 125e anniversaire de l'Académie royale des Beaux-Arts, du 11 avril au 10 mai, Musée des Beaux-Arts, Liège[15].
- 1984 : Iwan Cerf, du 2 au 24 mars, Service des Affaires culturelles, Liège[21].
- 1992 : Le Cercle royal des Beaux-Arts de Liège 1892-1992, du 18 septembre au 20 avril 1993, Cercle royal des Beaux-Arts, Liège[22].

## Prix et distinctions
- 1954 : prix de la province de Liège[3].

## Réception critique
« Là où d'autres ne verraient que reflets tournoyants, taches flamboyantes, éblouissements colorés, Iwan Cerf construit sévèrement, toute distraction écartée, les grands plans successifs et les masses durables qui constituent la figure constante d'un pays. [...] À côté de ces paysages médités (Midi français ou Toscane) il dresse aussi des figures sobres et psychologiques vigoureusement construites, d'un accent très moderne, qui valent par leur vérité intérieure. »

— Jules Bosmant